# Stuckertiella
Stuckertiella là một chi thực vật có hoa trong họ Cúc (Asteraceae).

## Loài
Chi Stuckertiella gồm các loài: